# Castano (colore)
Castano è il colore mostrato a destra. È un marrone tendente al rosso, simile al borgogna.
Si tratta della tonalità di marrone con cui normalmente si indica l'omonimo colore di capelli (vedi capelli castani). Il termine si riferisce al colore della buccia delle castagne.
Castano chiaro è il colore mostrato a destra.